# Кримчаки
Кримчаките са наследници на еврейски заселници в района на Северното Причерноморие. Днес повечето са се изселили в Израел. Говорят на тюркски език, близък до кримскотатарския език.
Вероятно е да се повлияли значително от хазарите, които също са били юдаисти, но това не може да бъде доказано в лингвистично отношение.
Били са нарочени за унищожение от Хитлер, около 75% от тях загиват в концлагери. Останалите са изселени от Сталин след 1945 г. заедно с кримските татари главно в Средна Азия. След 1991 г. почти всички кримчаки се преселват в Израел или САЩ.